# Onthophagus parvus
Onthophagus parvus là một loài bọ cánh cứng trong họ Bọ hung (Scarabaeidae).